# Campamento pretoriano

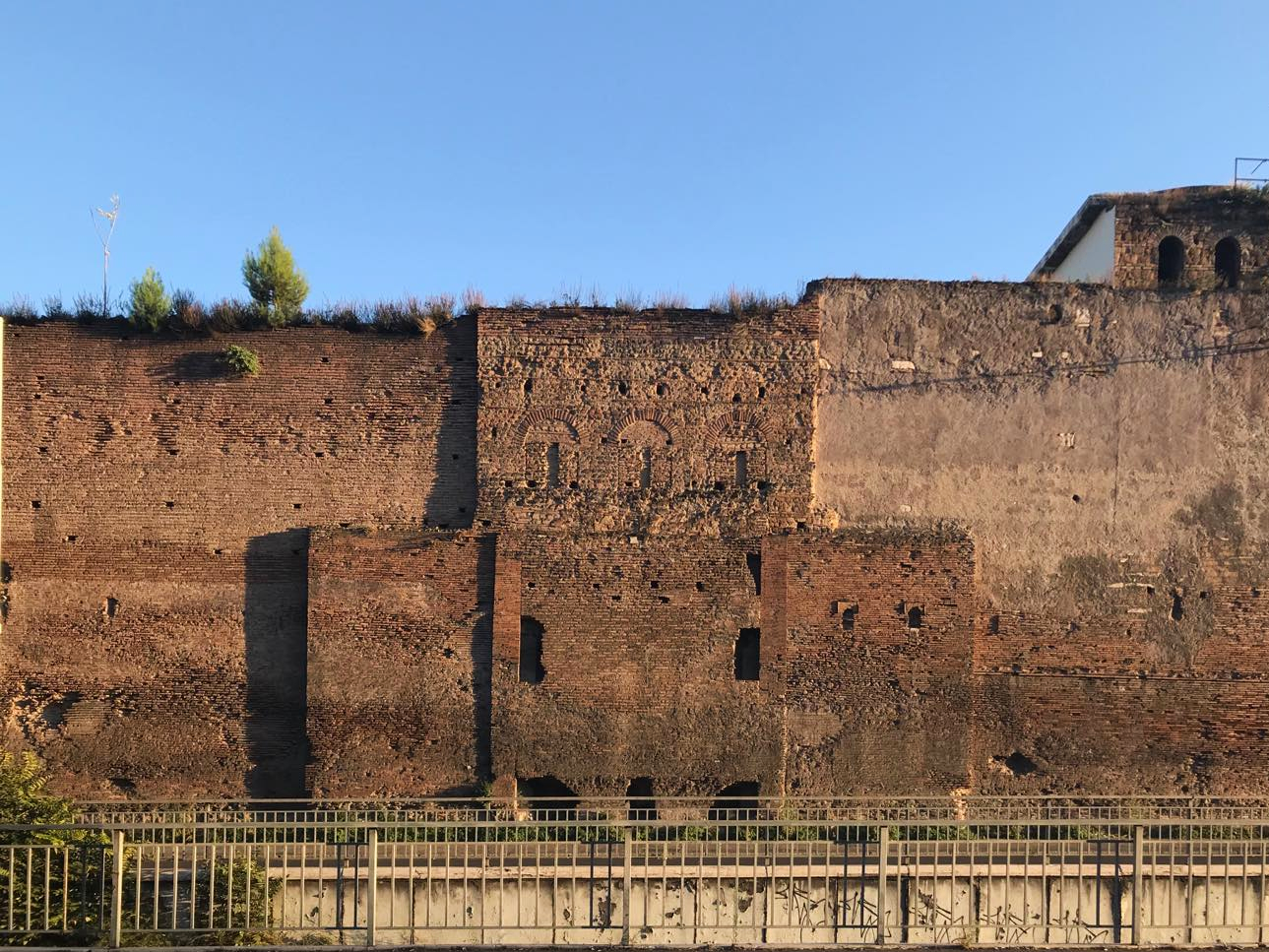
Porta Preatoriana, puerta cerrada en los muros del Castra Praetoria, Roma.

El campamento pretoriano (en latín, Castra Praetoria) era el antiguo cuartel o campamento (castra) de la guardia pretoriana en la Roma Imperial.
Según el historiador Suetonio, el campamento fue construido en el año 23 por Lucio Elio Sejano, el prefecto del pretorio que sirvió al emperador Tiberio, en un esfuerzo por consolidar las distintas divisiones de la guardia.
El campamento fue erigido justo en las afueras de la ciudad de Roma y lo rodeaban sólidas murallas de piedra, con unas dimensiones totales de 440 x 380 metros. Tres de las cuatro paredes laterales fueron más tarde incorporadas a la muralla Aureliana, y partes de ellas aún pueden verse claramente en la actualidad.
El distrito urbano próximo Castro Pretorio recibe su nombre de este campamento.
El Castra Praetoria fue destruido por Constantino I, quien también deshizo la Guardia Pretoriana al invadir Italia mientras Majencio gobernaba el Imperio romano de Occidente. Su última participación fue en la batalla del Puente Milvio en 312. Después de la victoria de Constantino, suprimió oficialmente a los pretorianos, enviándolos a diferentes rincones del Imperio.

## Notas

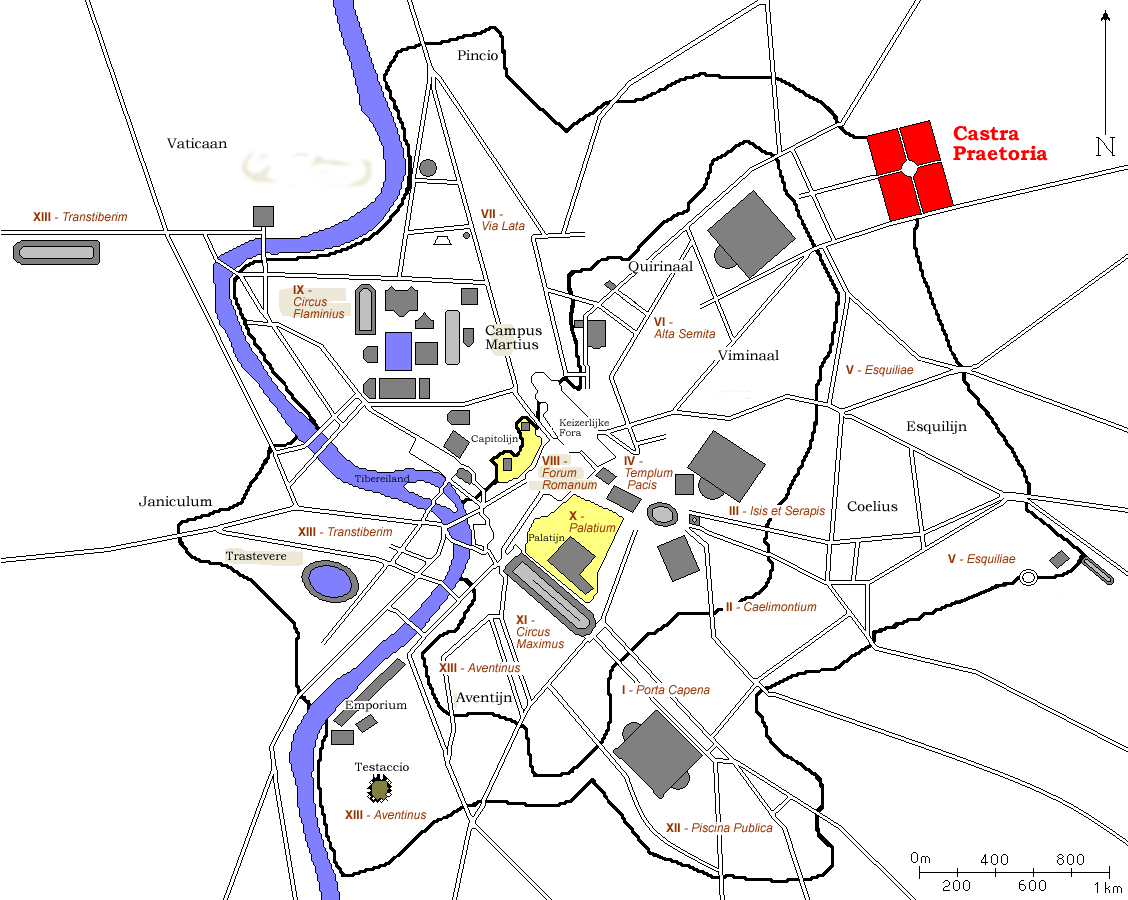
Situación del castra praetoria en la forma Vrbis Romae.